# Gare de Joncet
Gare de Joncet – stacja kolejowa w Serdinya, w departamencie Pireneje Wschodnie, w regionie Oksytania, we Francji. Jest zarządzana przez SNCF (budynek dworca) i przez RFF (infrastruktura). 
Została otwarta w 1910 przez Compagnie des chemins de fer du Midi et du Canal latéral à la Garonne. Jest obsługiwany przez pociągi TER Languedoc-Roussillon.

## Położenie
Przystanek znajduje się na Ligne de Cerdagne, w km 6,229, na wysokości 549 m n.p.m., pomiędzy stacjami Serdinya i Olette - Canaveilles-les-Bains. 

## Linie kolejowe
- Ligne de Cerdagne